# Guido Orlandi
Guido Orlandi (Firenze, 1265 circa – 1333/1338) è stato un poeta e politico italiano.

## Biografia
Tra il 1290 e il 1296 ricoprì vari incarichi pubblici. Fu pressappoco coetaneo di Dante e di Cavalcanti. Con quest'ultimo, infatti, Guido Orlandi fu in corrispondenza e scambiò una serie di sonetti. Scambiò lettere anche con Dante da Maiano e con Dino Compagni.
Questo rimatore fiorentino è anche citato in un atto notarile del 17 agosto 1312 e qualche dato biografico si può desumere dal suo Canzoniere e da liriche di suoi contemporanei.

## Opere
Si sono conservati venti componimenti di Guido Orlandi:
- A·ssuon di trombe anzi che di corno
- Ahi Conoscenza quanto mal mi fai
- Al motto diredàn prima ragione
- Amico i' saccio ben che sa' limare
- Chi non sapesse che la gelosia
- Color di cener fatti son li Bianchi
- Come servo francato
- La luna e 'l sole son pianeti boni
- Le gran bellez[z]e ch'audo in voi contare
- Lo gran piacer ch'i' porto immaginato
- Nel libro de l[o] Re di cui si favola
- Onde si move e donde nasce Amore
- Partire amor non oso
- Per troppa sottiglianza il fil si rompe
- Più ch'amistate intera nulla vale
- Poi ch'aggio udito dir dell'om salvaggio
- Poi che traesti infino al ferro l'arco
- Ragionando d'amore
- S'avessi detto amico di Maria
- Troppo servir tien danno spessamente